# Remise de chevreuils au ruisseau de Plaisir-Fontaine
Remise de chevreuils au ruisseau de Plaisir-Fontaine est un tableau réalisé par le peintre français Gustave Courbet en 1866. Cette huile sur toile de format horizontal est un paysage qui se double d'une peinture animalière. Elle représente quatre chevreuils dans un sous-bois alors qu'ils traversent le ruisseau de Plaisir-Fontaine, un affluent de la Brême au nord d'Ornans, dans le Doubs. Exposée au Salon de peinture et de sculpture en 1866 à Paris, l'œuvre entre en 1890 au musée du Louvre. Elle est conservée depuis 1986 au musée d'Orsay.